# 稲木聡
稲木 聡（いなぎ さとし、12月10日 - ）は、福井放送のアナウンサー。

## 来歴
神奈川県横浜市出身。
入社後、アナウンサーとデスクを経て報道部の副部長に就任した。
2014年にアナウンス業務に復帰。別の部署へ異動した重盛政史に替わり、同年4月から『良ーいドン!!』金曜のパーソナリティを務めていた。またそれに伴い、福井放送公式サイト (FBC-i) のアナウンサーページに再度プロフィールが掲載された。
2020年代には報道制作局次長ならびに報道部長を務めている。また、2024年4月からは『ラジ+ (TAS)』水曜のパーソナリティを務めている。

## 担当番組

### テレビ番組
- ニュース[1]
- スポーツ中継[1]

### ラジオ番組
- ラジオキャンパス
- スポーツ中継
- 競輪・競艇中継
- 稲木聡のらくがきパレット（1994年4月 - ）
- ラジオ夕刊[1]
- FBCラジオ土曜スペシャル（2003年5月3日・5月24日）
- 良ーいドン!! - 金曜パーソナリティ（2014年4月 - 2020年3月）
- ラジ+ (TAS) - 水曜パーソナリティ（2024年4月 - ）